# 本間哲郎
本間 哲郎（ほんま てつろう、1968年5月7日 - ）は、北海道出身の元プロ野球選手（投手）。

## 来歴・人物
旭川東高から、1986年オフにドラフト外で横浜大洋ホエールズに入団。入団時、旭川出身ということで母校の先輩「スタルヒン2世」と期待されていた。
一軍公式戦への出場がないまま、1990年限りで現役を引退。
その後、地元の社会人野球・クラブチームの旭川グレートベアーズに在籍した。また旭川北稜リトルシニアで指導している。

## 詳細情報

### 年度別投手成績
- 一軍公式戦出場なし

### 背番号
- 64 （1987年 - 1990年）